# The Idle Race
The Idle Race était un groupe britannique rock, originaire de Birmingham, en Angleterre. Il est surtout connu pour avoir compté dans ses rangs Jeff Lynne et Roy Wood, qui connaitront par la suite le succès en tant que musiciens du groupe Electric Light Orchestra.

## Historique

### The Nightriders (1959-1966)
Le groupe est à l'origine formé en 1959 sous le nom de Billy King and the Nightriders ; et comprend le guitariste Dave Pritchard et le batteur Roger Spencer, aux côtés du chanteur Billy King, du bassiste Brian Cope, et du guitariste Al Johnson. En 1962, King quitte le groupe et est remplacé par Mike Tyler ; qui changera de surnom pour Sheridan en parallèle à la montée en succès du groupe qui leur permettra de signer avec le label EMI en 1964. À cette période, Cope est remplacé par Greg Masters, et Johnson par le guitariste et compositeur Roy Wood, en 1963 et 1964, respectivement. Wood, qui trouvera le succès plus tard, sort une première composition avec les Nightriders en 1965, intitulée Make them Understand qui est un single face B.
En décembre 1965, Wood rejoint d'autres musiciens pour former The Move ; menant à son départ de The Idle Race en janvier 1966 à la tournée des Move.

### The Idle Race (1966-1972)
The Idle Race naît des cendres des Nightriders. Sur le noyau constitué du guitariste Dave Pritchard, du bassiste Greg Masters et du batteur Roger Spencer viennent se greffer divers guitaristes, parmi lesquels Roy Wood, jusqu'au départ de Sheridan, fin 1965. À la mi-1966, le jeune Jeff Lynne rejoint les Nightriders. Ils se rebaptisent Idyll Race, puis Idle Race, et signent rapidement chez Liberty Records.
De mauvaises campagnes de promotion empêchent le groupe de rencontrer le succès, que ce soit avec ses singles ou son premier album, The Birthday Party, sorti en 1968. Lynne se rapproche de Roy Wood, dont le groupe, The Move, rencontre un franc succès avec des singles comme Fire Brigade ou Blackberry Way. En 1969, Roy Wood propose à Jeff Lynne de remplacer Trevor Burton qui a quitté The Move, mais Lynne reste fidèle à son groupe, produisant son second album, Idle Race, qui paraît fin 1969. L'insuccès de l'album et des singles qui en sont tirés frustre Lynne, qui rejoint Wood au sein du Move, puis d'un nouveau projet visant à fusionner rock et musique classique, Electric Light Orchestra.
Lynne est remplacé au sein de The Idle Race par le guitariste Mike Hopkins et le chanteur Dave Walker. Le groupe sort un troisième album en 1971, Time Is, qui passe inaperçu. Dave Pritchard et Roger Spencer quittent le groupe, tandis que Steve Gibbons le rejoint et ne tarde pas à le transformer en Steve Gibbons Band.

## Discographie
- 1968 : The Birthday Party
- 1969 : Idle Race
- 1971 : Time Is